# Vastgoedzeepbel
Een vastgoedzeepbel of onroerendgoedzeepbel is een economische zeepbel die periodiek voorkomt in vastgoedmarkten. Dit fenomeen wordt gekenmerkt door een toename van de taxatiewaarde van onroerende goed, zoals woningen, zorgvastgoed of bedrijfsgebouwen. Dit leidt tot een kloof tussen de prijs van onroerend goed enerzijds, en de intrinsieke waarde bepaald door het (huur)rendement of de financieringslast voor eigenaars anderzijds.
De zeepbel kan langzaam of snel verdwijnen: de prijscorrectie neemt dan de vorm aan van een vastgoedcrash, waardoor veel eigenaren "onder water" komen te staan (het bedrag dat nog moet worden terugbetaald is groter dan de waarde van het onroerend goed). Dit komt meer voor dan gedacht; in Nederland stonden in 2015 ongeveer 1,5 miljoen huizen "onder water". Net als in andere economische zeepbellen wordt meestal pas achteraf (na de crash) het eind van de zeepbel bepaald.

## Achtergrond
Een vastgoedzeepbel wordt vaak aangejaagd door een lage rentestand, waardoor financiering, bijvoorbeeld in de vorm van een hypotheek, relatief goedkoop te verkrijgen is. Hierdoor trekt de vraag naar vastgoed (als eigen woning of als beleggingsobject) aan. Omgekeerd wordt het leeglopen van een vastgoedzeepbel vaak, maar niet altijd, geïnitieerd door een stijgende rente. De hieruit voortvloeiende hogere hypotheeklasten zorgen voor een afnemende vraag naar woningen en een daling van de huizenprijzen. 
Voor beleggers speelt met name het rendement op de belegging een rol. Zo lang dit rendement hoger is dan de financieringslast blijft de belegging betaalbaar. Daarnaast wordt het rendement op vastgoed voortdurend vergeleken met de rendementen op andere beleggingsvormen. Met name vastrentende waarden, zoals obligaties, worden hiervoor gebruikt. Een stijgende rente geeft een hoger rendement op vastrentende waarden, waardoor een vastgoedbelegging onaantrekkelijker wordt.

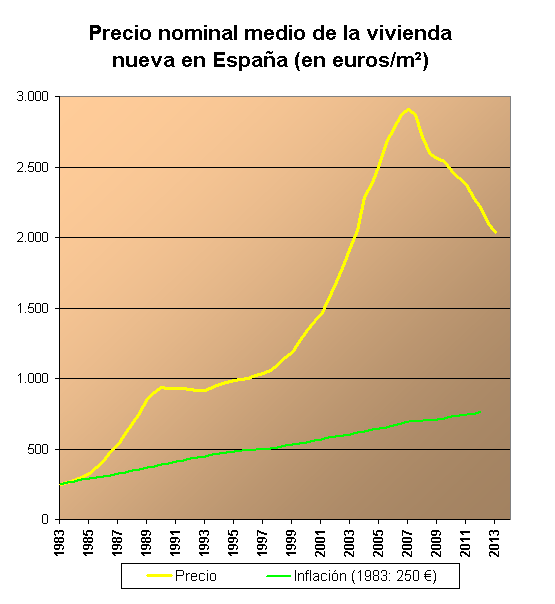
Verloop van de huizenprijzen (geel) in Spanje vergeleken met het prijspeil (groen), 1982-2013. De zeepbel begon in de jaren 80 met een periode van beperkte groei tussen '92 en '97. Vanaf '98 stegen de huizenprijzen explosief tot in 2008, waarna een correctie plaatsvond.

Verloop van de kostprijs van onroerend goed aan de Herengracht in Amsterdam. Aangepast aan inflatie, vanaf 1628.

In tegenstelling tot een beurskrach na een zeepbel is een vastgoedcrash gewoonlijk een langzamer proces omdat de eigenaren, indien mogelijk, doorgaans vast blijven houden aan hun vastgoed en weigeren om het object tegen een substantieel lagere prijs te verkopen. Historisch gezien blijven de prijzen gemiddeld dan ook meestal "vlak" voor een periode van 3-5 jaar. Door de inflatie zakken de prijzen dan nominaal gezien niet, maar reëel gezien wel. Er zijn uitzonderingen, zoals in Los Angeles in de beginjaren 90, waar zowel de echte als de nominale waarde van het vastgoed instortte. Door de lage inflatie in de meeste landen was de verwachting dat de meeste correcties een instorting van de echte en de nominale waarde van vastgoed tot gevolg zouden hebben.
Voorbeelden van sterk dalende woningprijzen: 
- in 2007 in Ierland: -10%,[3] Denemarken: -12%[4] en de Verenigde Staten: -14%[5]
- in 2020 na de Coronapandemie: in het VK -11%[6]

## Maatregelen om een vastgoedzeepbel te voorkomen
De voornaamste maatregel om huizenprijzen niet te hoog te laten oplopen is het bouwen van nieuw vastgoed te bevorderen, bijvoorbeeld door op meer (geschikte) gronden bouwen toe te staan of meer hoogbouw toe te staan.
Verder kan om speculatie op grond tegen te gaan een grondwaardebelasting worden ingevoerd. Een grondwaardebelasting neemt financiële prikkels weg om ongebruikte grond uitsluitend voor prijsstijging in bezit te houden, waardoor meer grond beschikbaar is voor productief gebruik. Een grondbelasting verlaagt de grondprijs, als alle andere variabelen constant blijven. De huur die voor grond in rekening wordt gebracht, kan ook dalen als gevolg van efficiëntiewinsten als speculanten stoppen met het oppotten van ongebruikte grond.

## Gevolgen

### Voorspellingen
In tijden van stijgende huizenprijzen verschijnen er regelmatig voorspellingen dat de prijzen zullen dalen. Het blijkt moeilijk om een accurate voorspelling te doen. Bij een daling van vastgoedprijzen hoeft overigens geen sprake van een zeepbel te zijn. De "Economist" schreef in december 2005 dat "de huidige wereldwijde stijging van huizenprijzen de grootste vastgoedzeepbel in de geschiedenis is" en dat het probleem in vele gebieden voorkomt, zoals grote delen van de Verenigde Staten, Verenigd Koninkrijk, België, Nederland, Australië, Nieuw-Zeeland, Ierland, Spanje, Zuid-Afrika, India en China. Het crashen van de Japanse zeepbel vanaf 1990 was desastreus voor de Japanse economie en de mensen die het moesten doorstaan, hetzelfde geldt voor de vastgoedcrash in de grootste stad van China, Shanghai. Ook het toenemende volume dat in Europees commercieel vastgoed (kantoren, winkels en bedrijfsruimte) werd belegd is door steeds meer partijen aangeduid als een zeepbel. Deze investeringsdruk uitte zich in steeds hogere prijzen voor de meest aantrekkelijke objecten, waardoor de rendementen (bij aankoop meestal in eerste instantie aangeduid middels het bruto aanvangsrendement of BAR) scherp dalen.

### Impact op algemene conjunctuur
Bij dalende huizenprijzen kan enerzijds gesteld worden dat die huizen daarmee weer binnen het bereik komen van groepen huizenkopers die zich eerst die huizen niet konden veroorloven (met name starters op de woningmarkt); in die zin kan een daling na een stijging als een "gezonde correctie" worden gezien. Een instorten van een markt voor koopwoningen leidt echter ook tot (soms scherp) dalende werkgelegenheid in sectoren als de bouw, bouwmaterialen, woninginrichting, alsmede gespecialiseerde dienstverlening als makelaardij en bankwezen. Al die sectoren plegen ten minste enkele procentpunten van het bruto nationaal product te vertegenwoordigen, zodat een recessie in die sectoren een merkbaar effect op de totale bbp-groei (bruto binnenlands product) heeft. Met name in de VS, het Verenigd Koninkrijk en Spanje heeft de bouwsector, tot aan het begin van de kredietcrisis, een aanmerkelijke bijdrage aan de economische groei geleverd.

## Indicatoren voor de huizenmarkt
Om zeepbellen te kunnen identificeren alvorens zij barsten hebben de economen een aantal financiële kengetallen en economische indicatoren ontwikkeld die kunnen worden gebruikt om te evalueren of de huizen in een bepaald gebied goed getaxeerd zijn. Door de huidige niveaus te vergelijken met vorige niveaus die in het verleden onhoudbaar zijn gebleken (dat wil zeggen geleid hebben tot of minstens bijgedragen hebben aan de ineenstorting), kan men een gefundeerde gissing maken over de vraag of een bepaalde onroerendgoedmarkt een zeepbel doormaakt.
- Een eerste indicator is de verhouding tussen de mediane huizenprijzen en het mediane besteedbaar inkomen uitgedrukt in procenten van het jaarinkomen ("price to income ratio", prijs/inkomensverhouding).[9] Deze verhouding wordt in een andere vorm door de banken gebruikt om het maximaal leningsbedrag vast te stellen. In België wordt hiervoor vaak de "1/3e"-regel gebruikt[10] (maximaal 1/3e van het gezamenlijk netto inkomen mag naar afbetalingen gaan).

- Een tweede belangrijke indicator is de verhouding tussen de huizenprijzen en het huurbedrag. Het omgekeerde van deze indicator (huurbedrag gedeeld door huizenprijs) wordt vaak gebruikt als eerste inschatting van het financieel rendement van een vastgoedinvestering, en kan vergeleken worden met andere types investeringen (bijv. obligaties).

Deze indicatoren worden beïnvloed door vele factoren (rente, hypotheekrenteaftrek, maatschappelijke tendensen, ...). Als de huizenprijzen gedurende een lange periode sneller stijgen dan de inkomens of huren, dan kan er een huizenbubbel ontstaan.